# Bertrana laselva
Bertrana laselva är en spindelart som beskrevs av Levi 1989. Bertrana laselva ingår i släktet Bertrana och familjen hjulspindlar.
Artens utbredningsområde är Costa Rica. Inga underarter finns listade.